# آنا كلارا غيرا ماركيز
آنا كلارا غيرا ماركيز (بالبرتغالية: Ana Clara Guerra Marques‏) هي راقصة أنغولية، ولدت في 2 نوفمبر 1962 في لواندا في أنغولا.